# ISO 3166-2:NA
Die Liste der ISO-3166-2-Codes für  Namibia enthält die Codes für die 14 Regionen.
Die Codes bestehen aus zwei Teilen, die durch einen Bindestrich voneinander getrennt sind. Der erste Teil gibt den Landescode gemäß ISO 3166-1 (für  Namibia NA), der zweite den Code für die Region wieder.

Der aktuelle Landescode wurde im November 2014 zuletzt aktualisiert.
| Region           | Code   | Anmerkung                        |
| ---------------- | ------ | -------------------------------- |
| Erongo           | NA-ER  | bis 1993 Western                 |
| Hardap           | NA-HA  |                                  |
| ǁKharasKlicklaut | NA-KA  | bis August 2013 Karas            |
| Kavango-Ost      | NA-KE1 | bis August 2013 Teil von Kavango |
| Kavango-West     | NA-KW1 | bis August 2013 Teil von Kavango |
| Khomas           | NA-KH  |                                  |
| Kunene           | NA-KU  |                                  |
| Ohangwena        | NA-OW  |                                  |
| Omaheke          | NA-OH  |                                  |
| Omusati          | NA-OS  |                                  |
| Oshana           | NA-ON  |                                  |
| Oshikoto         | NA-OT  |                                  |
| Otjozondjupa     | NA-OD  |                                  |
| Sambesi          | NA-CA  | bis August 2013 Caprivi          |

1Am 3. November 2014 offiziell als ISO-Codes eingeführt.

## Ehemalige Codes
| Region  | Code  | Anmerkung                                                               |
| ------- | ----- | ----------------------------------------------------------------------- |
| Kavango | NA-OK | bis 1998 Okavango, seit August 2013 aufgeteilt in Kavango-Ost und -West |